# Аль-Гіляль (Вау)
Футбольний клуб «Аль-Гіляль Вау» (англ. Al-Hilal Wau Football Club) — південносуданський професійний футбольний клуб з міста Вау. Клуб був заснований у 2012 році, та грає домашні матчі на стадіоні «Вау» місткістю 5 тисяч глядачів. «Аль-Гіляль» грає в Прем'єр-лізі Південного Судану, найвищому футбольному дивізіоні країни, та в 2018 році став чемпіоном країни, а в 2022 році клуб став володарем Кубка Південного Судану.

## Титули і досягнення
- Чемпіон Південного Судану (1): 2018
- Володар Кубка Південного Судану (1): 2022